# Hôtel d'Andrieu de Montcalvel
Hôtel de Castellane
Pour les articles homonymes, voir Hôtel de Castellane.
L’hôtel d'Andrieu de Montcalvel, parfois désigné comme l'hôtel de Castellane ou encore de Campaigno, est un hôtel particulier qui se situe au no 10 rue Croix-Baragnon, dans le centre historique de Toulouse.
Il est élevé entre 1771 et 1779 à l'emplacement d'un hôtel plus ancien, l'hôtel de Saint-Jory, construit à la fin du XVe siècle, puis remanié au milieu du siècle suivant par Nicolas Bachelier pour le juge-mage Michel Du Faur de Saint-Jory. L'hôtel d'Andrieu de Montcalvel est, comme deux autres hôtels particuliers voisins, l'hôtel de Ciron-Fumel (actuel Palais consulaire) et l'hôtel de Bonfontan, représentatif du goût néoclassique en vogue dans les élites toulousaines de la seconde moitié du XVIIIe siècle. L'hôtel conserve une façade sur rue et un portail monumentaux, dont les ferronneries sont dues à Bernard Ortet. C'est dans le grand salon de cet hôtel que, le 2 juin 1831, est fondée la Société archéologique du Midi de la France, à l'instigation de son propriétaire, Joseph-Léonard de Castellane.
En 1927, les balcons et la rampe d'escalier en fer forgé sont protégées par une inscription à l'inventaire supplémentaire des monuments historiques. Elle est élargie en 2014 à l'ensemble des façades et du sol de l'hôtel.

## Histoire

### La construction d'une demeure de prestige
En 1770, François-Joseph d'Andrieu de Montcalvel (1725-1781) fait l'acquisition de l'hôtel de Saint-Jory, construit dans le dernier tiers du XVe siècle pour Gatien Du Faur, président au parlement de Toulouse et seigneur de Saint-Jory, et remanié au milieu du siècle suivant par son fils, Michel Du Faur, qui fait appel à un des architectes les plus réputés de la Renaissance toulousaine, Nicolas Bachelier,.
François-Joseph d'Andrieu est issu d'une famille de la noblesse de robe toulousaine, avocats au parlement ayant accédé sept fois au capitoulat entre la fin du XVIe et le XVIIe siècle, et possessionnée dans le Lauragais après l'achat de la seigneurie de Montcalvel,. Sa mère, Calixte de Sévérac, vient d'une famille de la noblesse lauragaise établie à Juzes. 
Lui-même poursuit une carrière militaire, puisqu'il est major d'infanterie. En 1755, il épouse Marie-Thérèse de Cambolas (1736-1770), fille de Jean de Cambolas (1659-1743), conseiller au parlement et seigneur de Fossat. En 1764, il acquiert le château et la seigneurie de Scopont. Il décide d'acquérir, six ans plus tard, une demeure toulousaine à la hauteur de son rang, dans la rue Croix-Baragnon, au cœur de la cité. Mais François-Joseph d'Andrieu fait entièrement démolir la vieille demeure des Du Faur et construire entre 1771 et 1779 une nouvel hôtel particulier, entre cour et jardin, dans le goût néoclassique.

### L'hôtel de Castellane
En 1780, l'hôtel est donné en dot à Marie-Madeleine Charlotte d'Andrieu (1764-1814), la fille de François-Joseph d'Andrieu, qui épouse Joseph-Léonard de Castellane (1761-1845). Celui-ci, cadet d'une famille de la noblesse de Saint-Paul-Trois-Châteaux, dans le Dauphiné, est officier au régiment du Roi infanterie, marquis d'Esparron et comte de Saint-Maurice. C'est son oncle, Jean-Antoine de Castellane Saint-Maurice, évêque de Lavaur, qui arrange le mariage de son neveu, faisant ainsi sa fortune. Après son mariage, il réside peu à Toulouse et poursuit sa carrière : en 1786, il est capitaine au régiment de Ségur dragons, puis major au régiment de Médoc infanterie en 1788,.
Le couple, qui a un fils et deux filles, est pris dans la tourmente de la Révolution française. En 1791, Joseph-Léonard de Castellane émigre, seul, à Coblence, où il rejoint l'« armée des princes » et les forces contre-révolutionnaires. En 1795, il participe à l'expédition de Quiberon, soutenue par la Grande-Bretagne afin d'appuyer la chouannerie et l'armée catholique et royale, mais vaincue par les troupes révolutionnaires. En 1796, après avoir été blessé à la bataille d'Ober-Kammlach, Charles, le comte d'Artois, le décore de l'ordre royal et militaire de Saint-Louis. En 1799, Marie-Madeleine Charlotte d'Andrieu divorce, afin de conserver les biens issus de sa dot lors de la proscription des émigrés et de la liquidation de leurs propriétés par les autorités révolutionnaires. Finalement, Joseph-Léonard de Castellane rentre en France en 1801, après avoir été rayé de la liste des émigrés. Il s'installe à Paris, où il travaille dans la taille de camées, puis rentre à Toulouse, auprès de sa famille, en 1804. Il est commandant de la garde à cheval et, dans le même temps, membre du bureau des Arts et administrateur du Musée. En 1818, il prend sa retraite de l'armée et entre au conseil municipal. Finalement, à partir de 1830, il se consacre à sa passion pour les arts et fonde en 1831, dans les salons de son hôtel, la Société archéologique du Midi de la France,.
En 1814, à la mort de Marie-Madeleine Charlotte d'Andrieu, Boniface de Castellane (1780-1857) a hérité de l'hôtel particulier de sa mère. Il engage divers travaux et fait agrandir et même surélever d'un 2e étage le corps central de l'hôtel, tandis que, en fond de cour, des magasins et plusieurs appartements sont aménagés et mis en location. C'est dans un de ces logements que vit, à partir de 1834, Jean-Baptiste Charles Paya, libraire et journaliste aux convictions républicaines radicales.

### L'hôtel de Campaigno

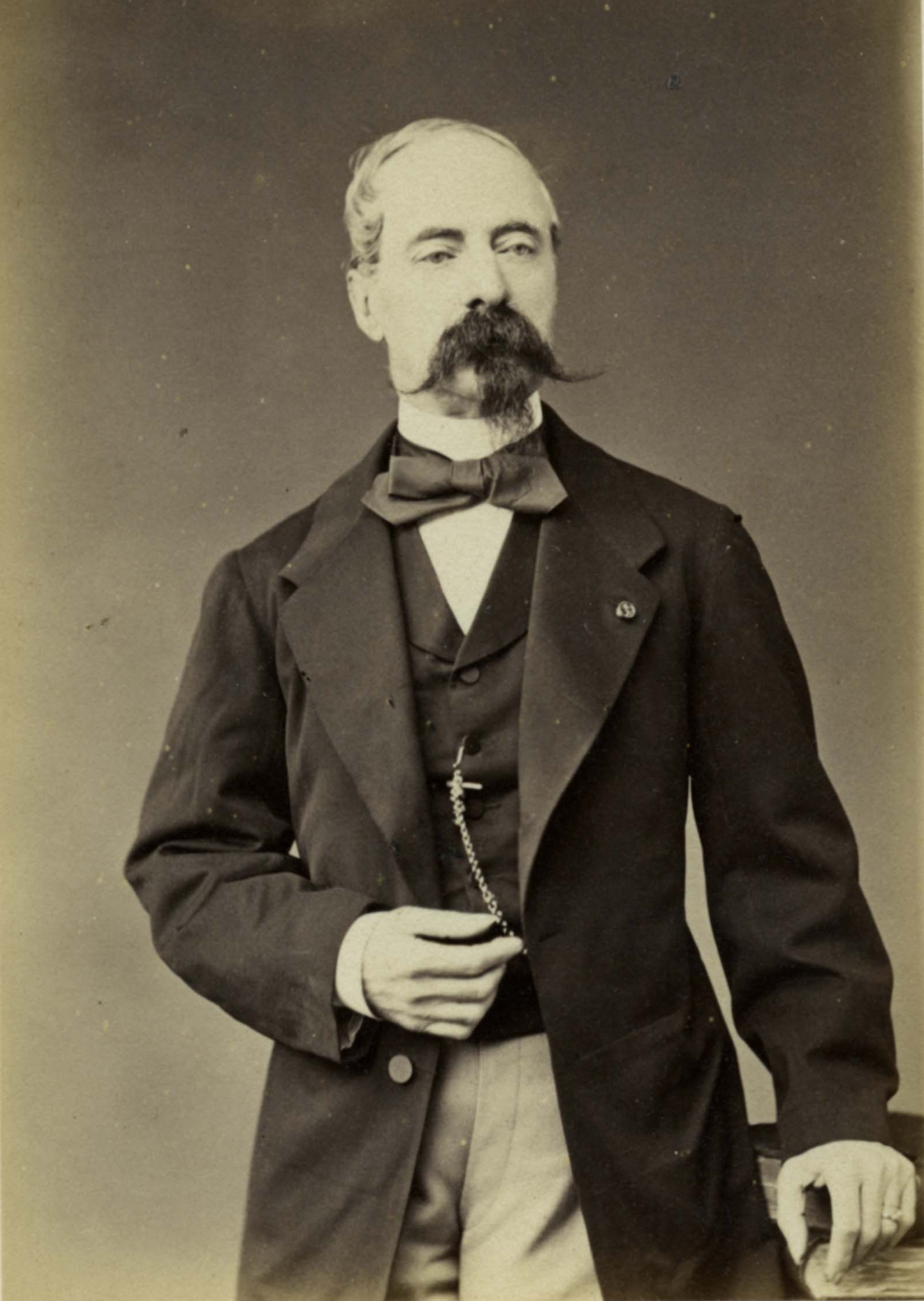
Portrait de Jean Patras de Campaigno (vers 1860, archives municipales).

En 1847, Boniface de Castellane, endetté, vend pour 182 000 francs l'hôtel au comte Jean Patras de Campaigno (1805-1876). Ce dernier, issu d'une famille de la noblesse du nord de la France, a eu une carrière militaire, avant de s'installer en 1839 à Toulouse. En 1848, lorsque la Révolution de Février renverse la monarchie de Juillet, il est désigné capitaine de la Garde nationale de Toulouse et s'intéresse à la politique. L'année suivante, aux élections municipales de 1849, il est élu sur la liste des Amis de l'Ordre et nommé 2e adjoint au maire. En 1852, après le coup d'État de Louis-Napoléon Bonaparte, il se rallie au régime impérial, et il est successivement réélu au conseil municipal en 1852 et en 1855, et élu conseiller général pour le canton de Toulouse-Sud en 1852. Finalement, en 1858, il est nommé maire de Toulouse par arrêté préfectoral. Il engage une politique de modernisation de la ville de Toulouse, sur le modèle du baron Georges Eugène Haussmann,.
Jean Patras de Campaigno s'occupe également de moderniser sa demeure. À l'arrière, le jardin et les écuries disparaissent et de nouveaux bâtiments sont élevés autour d'une 2e cour où sont aménagés des garages, des écuries et des appartements, mis en location. Les appartements privés sont également remaniés et redécorés dans le style néo-classique.

### L'«Hôtel de Saint-Jory»
En 1957, l'hôtel de Campaigno devient une copropriété sous le nom d'« Hôtel de Saint-Jory ». Elle regroupe, en 2016, 27 copropriétaires.
En 2014, les bâtiments, qui souffrent des dégradations du temps, sont inscrits à l'inventaire supplémentaire des monuments historiques : cette extension de la protection précède une analyse de l'édifice menée par Guy Ahlsell de Toulza. Entre 2020 et 2021, l'hôtel bénéficie, sous le contrôle de la Direction régionale des Affaires culturelles (DRAC) de la région Occitanie, d'une profonde restauration, conduite par l'architecte des monuments historiques, Axel Letellier.

## Description
L'édifice se compose de plusieurs corps de bâtiment organisés autour de deux cours. Le portail monumental, les garde-corps et la rampe d'escalier en fer forgé sont attribués au ferronnier Bernard Ortet.
L'hôtel ouvre sur la rue par un portail monumental, encadré de deux groupes de pilastres ioniques jumeaux qui supportent un entablement couronné par une imposante corniche à modillons, surmontée elle-même d'un groupe en terre cuite représentant deux lions encadrant deux médaillons. Les vantaux du portail en bois sont surmontés par une ferronnerie au style sévère du Premier Empire, datée du début du XIXe siècle. Le portail est flanqué de deux petites ailes qui servent de terrasses pour les appartements du 1er étage, ornées d'une grille. Ces appartements sont percés de fenêtres encadrées par des pilastres ioniques, celles sur rue étant dotées d'un garde-corps en fer forgé.
La cour principale, aux élévations sobres et sans décoration, presque sévères, est pavée de galets. Un passage couvert à gauche permet d'accéder à une cage d'escalier ainsi qu'à une seconde cour. Le grand escalier de Bernard Ortet est remarquable avec sa rampe en fer forgé de style Louis XVI. Elle porte encore deux couronnes de marquis surmontant le vide de deux blasons disparus.

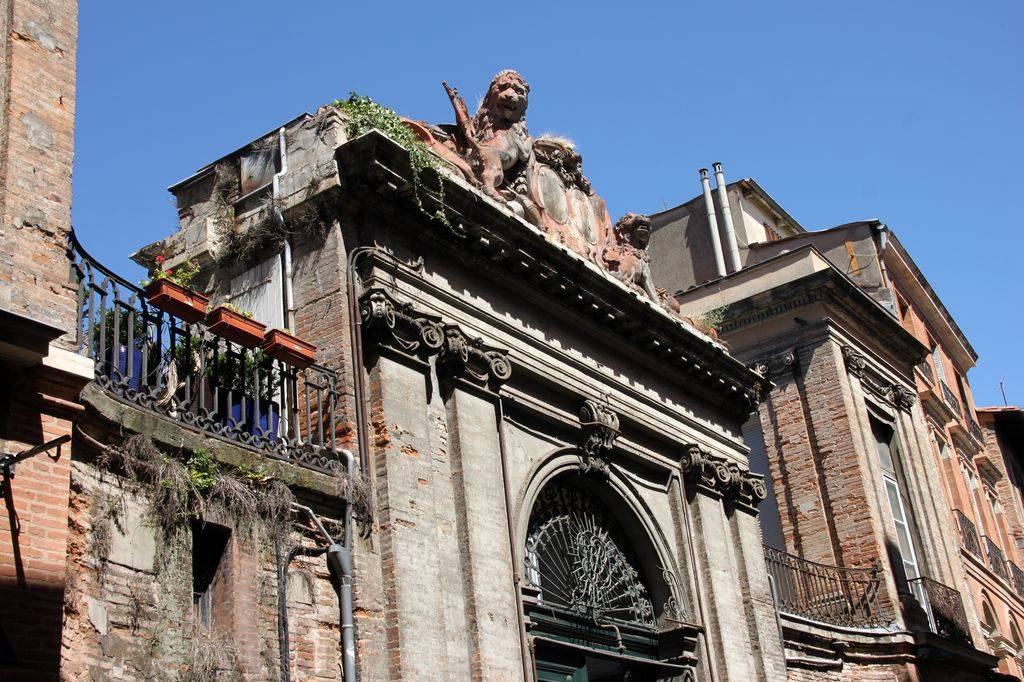
Lions en terre cuite au-dessus du portail
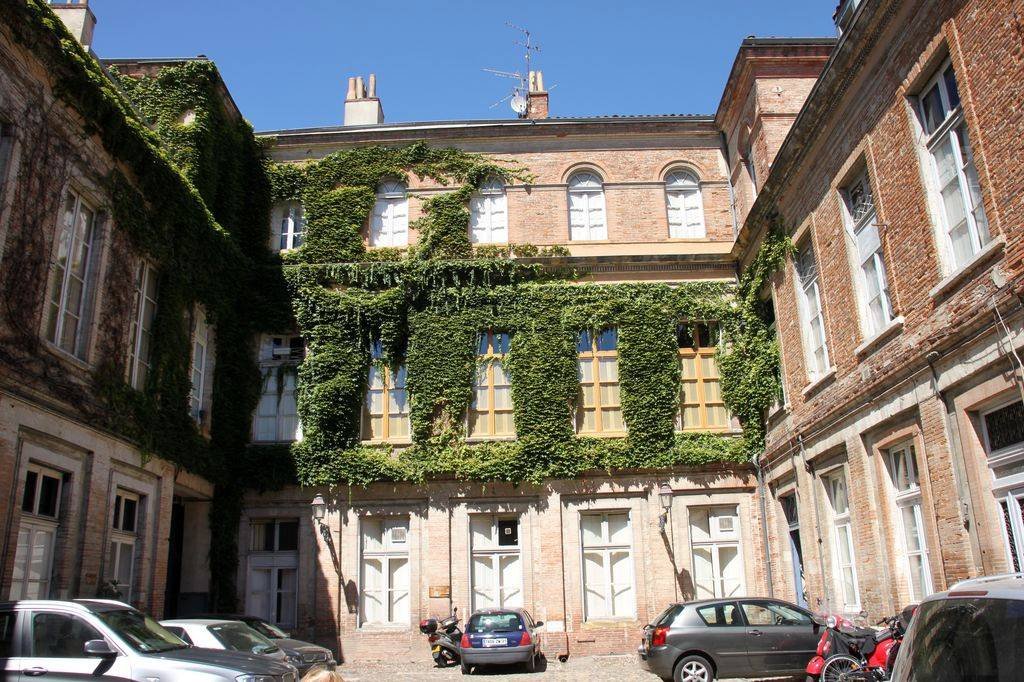
La cour intérieure
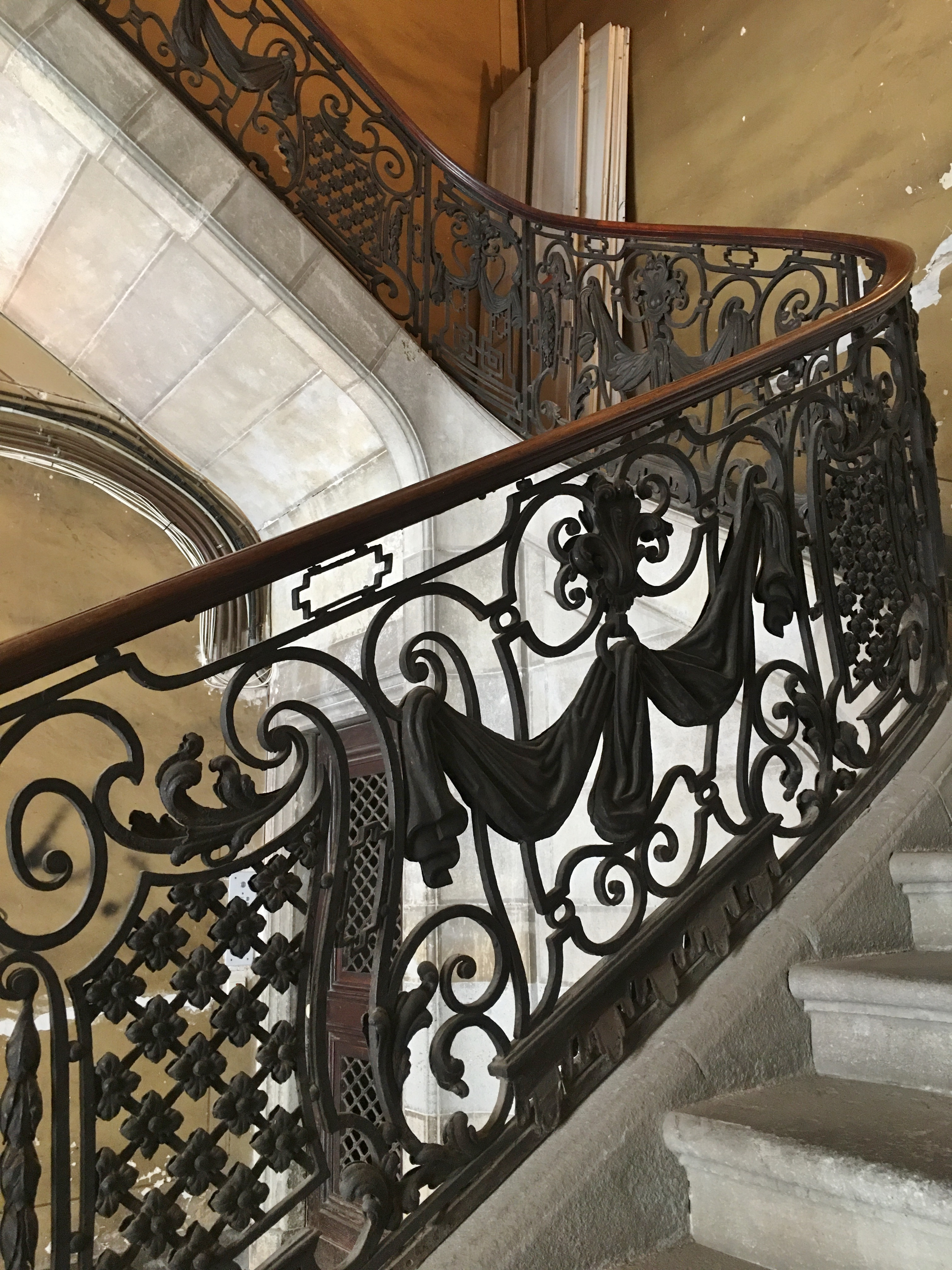
Rampe d'escalier de Bernard Ortet
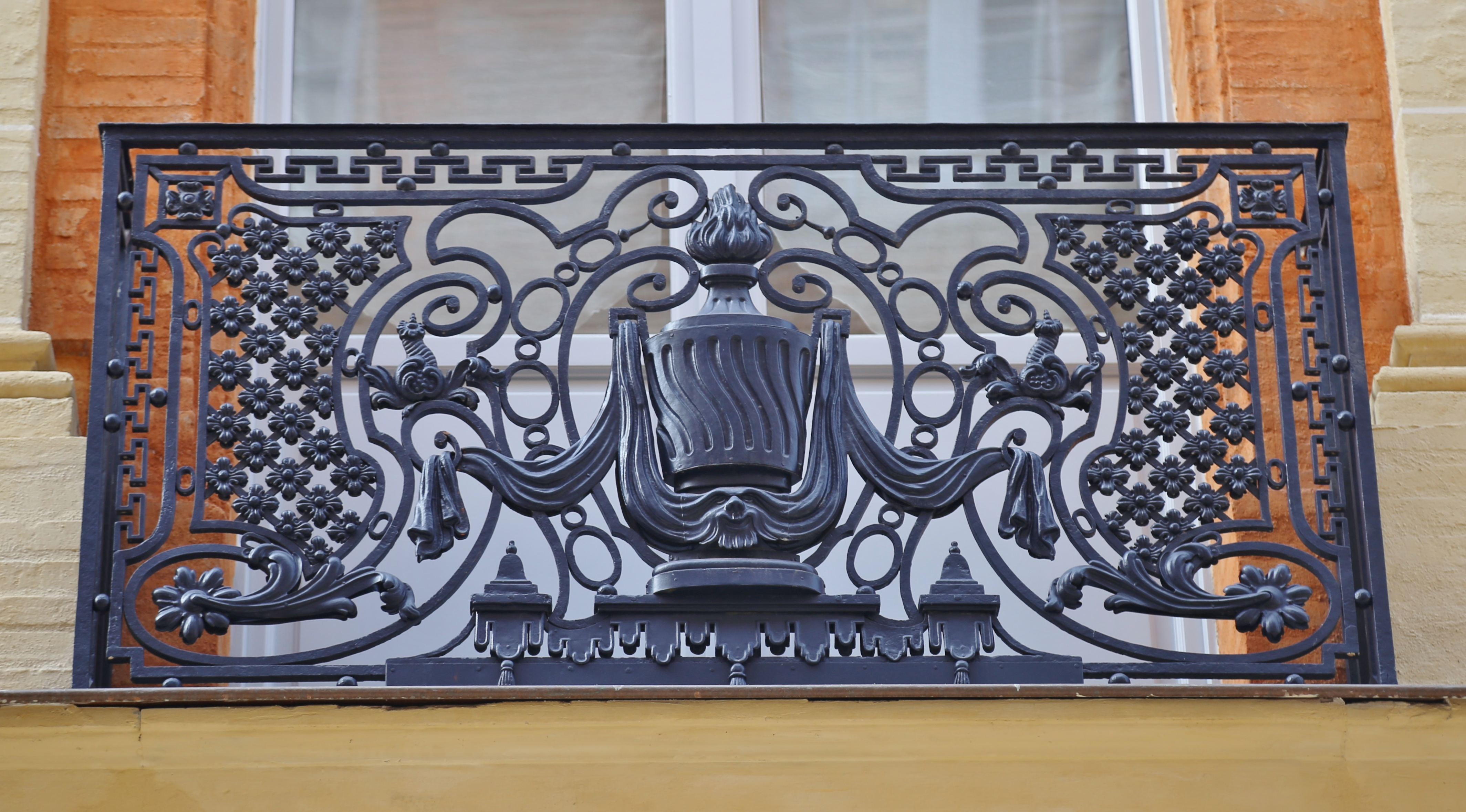
Ferronnerie de Bernard Ortet.